# Puchar Ronchetti
Puchar Ronchetti (ang. Ronchetti Cup) – międzynarodowe, klubowe rozgrywki koszykarskie, utworzone z inicjatywy FIBA Europe w 1974 pod nazwą Puchar Europy Zdobywczyń Pucharów i regularnie prowadzone przez tę organizację od sezonu 1974/75 do sezonu 2001/02, przeznaczone dla drużyn zajmujących czołowe miejsca w europejskich ligach krajowych, które nie zostały zakwalifikowane do Pucharu Europy Mistrzyń Krajowych (późniejszej żeńskiej Euroligi). 
W 1981 (tj. od sezonu 1981/82) zmieniono nazwę rozgrywek na Europejski Puchar Liliany Rochetti (European Cup Liliana Ronchetti), by oddać hołd Lilianie Ronchetti – wybitnej włoskiej koszykarce, reprezentantce kraju (83 spotkania), czterokrotnej mistrzyni Włoch, tragicznie zmarłej 4 lutego 1974 na raka. W 1996 roku nazwa rozgrywek została zmieniona po raz kolejny, tym razem na sam Puchar Ronchetti (Ronchetti Cup).
Od sezonu 2002/03 Puchar Ronchetti został zastąpiony przez FIBA EuroCup Women.

## Final Four Pucharu Ronchetti
| Rok     | Gospodarz                       | Finał                  | Finał                 | Finał                   | 3. i 4. miejsce     | 3. i 4. miejsce      | 3. i 4. miejsce |
| Rok     | Gospodarz                       | Zwycięzca              | Wynik                 | 2. miejsce              | 3. miejsce          | 4. miejsce           |                 |
| ------- | ------------------------------- | ---------------------- | --------------------- | ----------------------- | ------------------- | -------------------- | --------------- |
| 1971–72 | 2 spotkania rozgrywane w finale | Spartak Leningrad      | 170–124 84–63 / 86–61 | Voždovac                | La Gerbe            | Lokomotiw Sofia      |                 |
| 1972–73 | 2 spotkania rozgrywane w finale | Spartak Leningrad      | 140–92 64–55 / 76–37  | Slavia Praga            | Crvena zvezda       | Levski Sofia         |                 |
| 1973–74 | 2 spotkania rozgrywane w finale | Spartak Leningrad      | 128–115 68–58 / 60–57 | Geas                    | IEFS Bukareszt      | Kralovopolská Brno   |                 |
| 1974–75 | 2 spotkania rozgrywane w finale | Spartak Leningrad      | 143–113 64–59 / 79–54 | Levski-Spartak Sofia    | Crvena zvezda       | Minyor Pernik        |                 |
| 1975–76 | 2 spotkania rozgrywane w finale | Slavia VŠ Praga        | 141–129 68–51 / 73–78 | Industromontaza Zagrzeb | bd                  | bd                   |                 |
| 1976–77 | Rzym                            | Spartak Moskwa         | 97–54                 | Minyor Pernik           | bd                  | bd                   |                 |
| 1977–78 | Chaskowo                        | Levski Sofia           | 50–49                 | Slovan ChZJK Bratysława | bd                  | bd                   |                 |
| 1978–79 | Jamboł                          | Levski Sofia           | 70–69                 | DFS Maritza Plovdiv     | bd                  | bd                   |                 |
| 1979–80 | Pernik                          | Montmontaža Zagrzeb    | 82–76                 | DFS Maritza Plovdiv     | bd                  | bd                   |                 |
| 1980–81 | Rzym                            | Spartak Moskwa         | 95–63                 | Montmontaža Zagrzeb     | bd                  | bd                   |                 |
| 1981–82 | Linz                            | Spartak Moskwa         | 89–68                 | Kralovopolska Brno      | bd                  | bd                   |                 |
| 1982–83 | Mestre                          | BSE Budapeszt          | 83–81 (2 OT)          | Spartak Moskwa          | bd                  | bd                   |                 |
| 1983–84 | Budapeszt                       | SS Bata Rzym           | 69–59                 | BSE Budapeszt           | bd                  | bd                   |                 |
| 1984–85 | Viterbo                         | Spartak Moskwa         | 76–64                 | SISV Bata Viterbo       | bd                  | bd                   |                 |
| 1985–86 | Barcelona                       | Dinamo Nowosybirsk     | 81–58                 | BSE Budapeszt           | Iskra Delta Ježica  | Kremikovtsi Sofia    |                 |
| 1986–87 | Wittenheim                      | Daugava Ryga           | 84–80                 | B.F. Deborah Mediolan   | Iskra Delta Ježica  | VŠ Praga             |                 |
| 1987–88 | Ateny                           | Dynamo Kijów           | 100–83                | B.F. Deborah Mediolan   | Slavia Praga        | Spartak Leningrad    |                 |
| 1988–89 | Florencja                       | CSKA Moskwa            | 92–86                 | B.F. Deborah Mediolan   | Libertas Trogylos   | Ježica               |                 |
| 1989–90 | 2 spotkania rozgrywane w finale | Parma Primizie         | 150–131 79–54 / 71–77 | Jedinstvo Aida Tuzla    | Gemeaz Mediolan     | Ježica               |                 |
| 1990–91 | 2 spotkania rozgrywane w finale | Gemeaz-Cusin Milan     | 152–145 94–76 / 58–69 | Como Jersey             | CSKA Moskwa         | Godella              |                 |
| 1991–92 | 2 spotkania rozgrywane w finale | Estel Vicenza          | 154–136 78–67 / 76–69 | Trogylos Priolo         | Athena Cesena       | Saragossa            |                 |
| 1992–93 | 2 spotkania rozgrywane w finale | Lavezzini Basket Parma | 162–132 91–62 / 71–70 | Olimpia Poznań          | Willwood Vicenza    | Valenciennes Olympic |                 |
| 1993–94 | 2 spotkania rozgrywane w finale | Ahena Cesena           | 144–133 78–65 / 66–68 | Lavezzini Basket Parma  | BEX Argentaria      | Tarbes               |                 |
| 1994–95 | 2 spotkania rozgrywane w finale | CJM Bourges Basket     | 112–100 56–47 / 56–53 | Lavezzini Basket Parma  | bd                  |                      |                 |
| 1995–96 | 2 spotkania rozgrywane w finale | Tarbes GB              | 163–126 81–63 / 82–63 | Basket Alcamo           |                     |                      |                 |
| 1996–97 | 2 spotkania rozgrywane w finale | CSKA Moskwa            | 143–113 72–54 / 71–59 | Lavezzini Basket Parma  |                     |                      |                 |
| 1997–98 | 2 spotkania rozgrywane w finale | Gysev Ringa Sopron     | 142–135 70–65 / 72–70 | ASPTT Aix-en-Provence   | ŁKS Łódź            |                      |                 |
| 1998–99 | 2 spotkania rozgrywane w finale | Caja Rural Las Palmas  | 136–133 72–79 / 64–54 | A.S. Ramat-Hasharon     | Isab Energy Priolo  | W Bordeaux Basket    |                 |
| 1999–00 | 2 spotkania rozgrywane w finale | Lavezzini Basket Parma | 127–116 64–60 / 63–56 | Caja Rural Las Palmas   | DJK Wildcats        | Kozachka-ZALK        |                 |
| 2000–01 | 2 spotkania rozgrywane w finale | Famila Schio           | 162–143 75–73 / 87–70 | Botaş SK                | Kozachka-ZALK       | A.S. Ramat-Hasharon  |                 |
| 2001–02 | 2 spotkania rozgrywane w finale | Famila Schio           | 150–143 73–69 / 77–74 | Tarbes GB               | Postas Taban Trafik | Dinamo Moskwa        |                 |

- 2 OT – podwójna dogrywka